# 虹城街道
虹城街道，是中华人民共和国安徽省宿州市泗县下辖的一个乡镇级行政单位。于2021年12月设立。

## 行政区划
虹城街道下辖以下地区：
ID“Template:PRC admin/data/34/13/24/003/000”在系统中是未知的。请使用一个有效的实体ID。。